# Ferula teterrima
Ferula teterrima är en flockblommig växtart som beskrevs av Gustav Karl Wilhelm Hermann Karsten och Ivan Petrovich Kirilov. Ferula teterrima ingår i släktet stinkflokesläktet, och familjen flockblommiga växter. Inga underarter finns listade i Catalogue of Life.